# メシーア

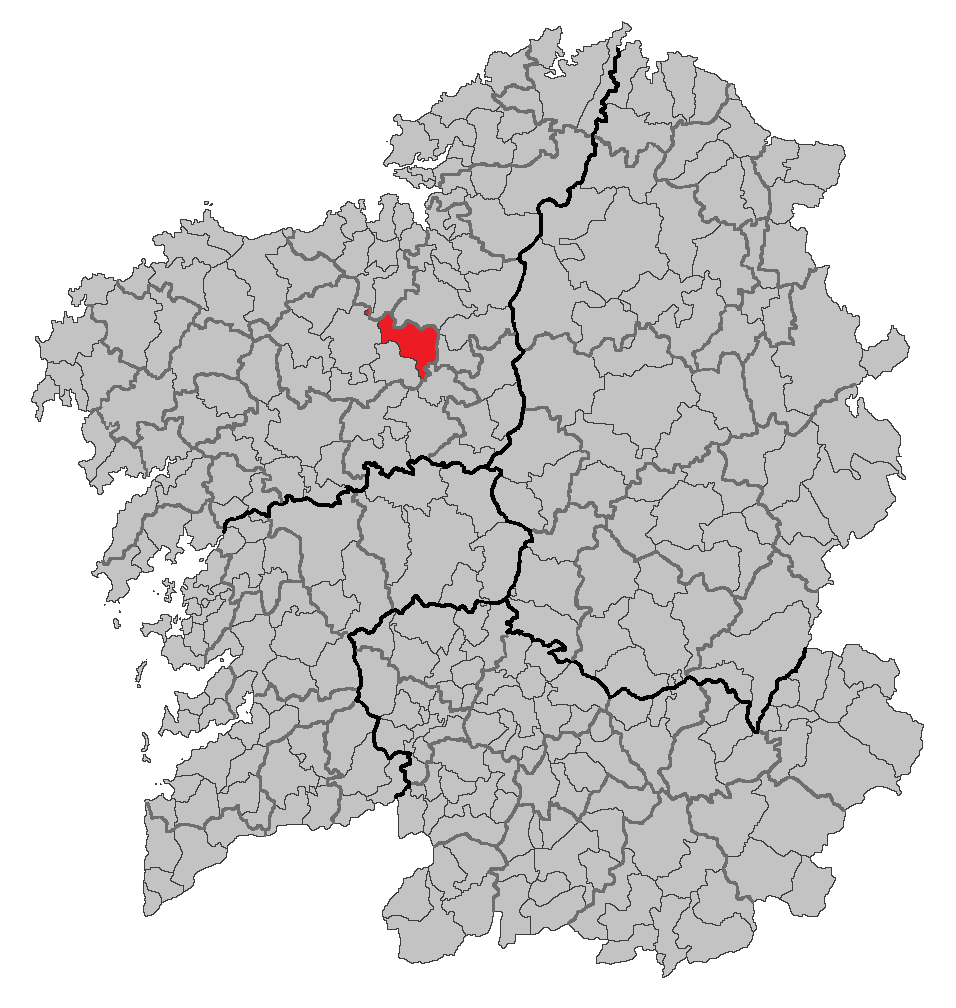

メシーア（Mesía）は、スペイン、ガリシア州、ア・コルーニャ県の自治体。コマルカ・デ・オルデスに属する。ガリシア統計局によると、2010年の人口は2,918人（2009年：2,975人、2006年:3,102人、2005年:3,174人、2004年:3,216人、2003年:3,240人）である。住民呼称は、男女同形のmesiense。
ガリシア語話者の自治体住民に占める割合は99.66％（2001年）。 

## 地理
メシーアはア・コルーニャ県の東部に位置し、コマルカ・デ・オルデスに属している。北はアベゴンドとセスーラスと、東はビラサンタールと、南はボイモルトとフラーデスと、西はオルデスの各自治体と隣接、自治体の中心地区はシャンセーダ教区のア・イグレーシャ地区、で州都サンティアゴ・デ・コンポステーラから42km、県都ア・コルーニャからは46kmの距離にある。ブルーマ教区は飛び地となっており、アベゴンド、オルデス、カラルに囲まれている。
地形は北に向かって起伏が高くなっており、平均高度は400mである。最高地点はピコイ山頂の546mである。 川はカストロ教区を流れるタンブレ川が最も重要で、他にはピコイ山に源流があるサモ川がある。
交通は、コマルカの中心自治体オルデスと結んでいるAC-524号線が南西部を、そして西部のビサントーニャ教区を高速道路AP-9号線が通っている。

### 人口
| メシーアの人口推移 1900－2010                           |
|                                                         |
| 出典:INE（スペイン国立統計局）1900年 - 1991年、1996年 - |

## 歴史
この地は、中世にはサンティアゴ・デ・コンポステーラと、ベタンソス、ア・コルーニャやルーゴの海岸地方（マリーニャ地域）などの北の街の間の中継点であり、サンティアゴ巡礼路のひとつイギリスの道が通っていた。
旧体制下では、この地の教区はサンティアーゴ県のメシーア司法管轄区に属していた。カブルイ教区はソブラード・ドス・モンシェス修道院の所領で、ベタンソス県（Provincia de Betanzos）に属していた。
スペイン独立戦争さなかの1809年2月13日、フランス軍はアルシャン礼拝堂を破壊、火を放ち、村人3人を銃殺した。
自治体創設時には、メシーアは11教区によって構成、ポウロ司法管轄区に属した。1822年にはラ・コルーニャ県に属することになり、1835年にはオルデス司法管轄区に変更となった。

## 政治
自治体首長はガリシア社会党（PSdeG-PSOE）のマリアーノ・イグレシアス・カストロ（Mariano Iglesias Castro）、自治体評議員はガリシア社会党：8、ガリシア国民党（PPdeG）:2、ガリシア民族主義ブロック（BNG）：1となっている（2011年5月22日自治体選挙結果、得票順）。 
| 2011年5月22日の自治体選挙 |        |        |          |
| 政党                      | 得票数 | 得票率 | 獲得議席 |
| PSdeG-PSOE                | 1,481  | 67.23% | 8        |
| PPdeG                     | 355    | 16.11% | 2        |
| BNG                       | 344    | 15.62% | 1        |

## 教区
メシーアは12の教区に分けられている。太字は自治体中心地区のある教区。
- アルビショイ（サンタ・マリーニャ）
- バスコイ（サンティアーゴ）
- ボアード（サンティアーゴ）
- ブルーマ（サン・ロウレンソ）
- カブルイ（サン・マルティーニョ）
- カストロ（サン・セバスティアン）
- クンブラーオス（サンタ・マリーア）
- ランサ（サン・マメーデ）
- メシーア（サン・クリストーボ）
- オラス（サン・ロウレンソ）
- ビサントーニャ（サン・マルティーニョ）
- シャンセーダ（サン・サルバドール）